# 行動療法における諸技法
行動療法における諸技法一覧（こうどうりょうほうにおけるしょぎほういちらん）は、行動療法における諸技法の一覧である。
- 古典的条件づけ技法
  - 系統的脱感作法
  - フラッディング（洪水法）
  - エクスポージャー（曝露法）
  - 反応妨害法
  - 嫌悪療法
  - 負の練習
- オペラント条件づけ技法
  - シェイピング法
  - トークン・エコノミー法
  - チェイニング（連鎖化）法
  - レスポンス・コスト法
  - 消去療法
  - タイムアウト法
  - スティミュラス・コントロール（刺激統制）法
  - 行動契約法
  - バイオフィードバック
- モデリング法
- ソーシャルスキルトレーニング（SST; 社会技能訓練 ）
- アサーショントレーニング（自己主張訓練）